# Renault R202
Renault R202 byl vůz, se kterým tým Renault soutěžil v sezóně 2002 ve Formuli 1. Byl to první vůz Renault ve Formuli 1 po rebrandingu francouzského týmu Benetton. Vůz řídili Brit Jenson Button, který působil v Benettonu v sezóně 2001, a Ital Jarno Trulli, který se k týmu připojil, po jeho působení v týmu Jordan. Testovacím jezdcem byl Španěl Fernando Alonso, který podepsal smlouvu s Minardi.

## Shrnutí sezóny
Vůz R202 byl oficiálním návratem Renaultu do Formule 1 jako výrobce šasi a kompletního týmu pro sezónu 2002. Vůz R202 byl představen v Paříži ve Francii dne 27. ledna 2002. Tým Benetton, který Renault koupil, byl zcela předělán na rodinu Renault s vozem, který měl výrazně žluté pruhy na světle modré barvě. Modrá barva byla podle vracejícího se hlavního sponzora Mild Seven, s výjimkou závodů v Británii a ve Francii. V zemích, kde reklama na tabákové výrobky nebyla povolena, byl text Mild Seven nahrazen textem „Blue World“.
Šasi navrhl Mike Gascoyne s podporou Boba Bella, Tima Denshama, Johna Ileyho a Pata Symondse. Vůz R202 byl aerodynamický vývoj vozu ze sezóny 2001, který stavěl na zjištěních z rozsáhlého testování v aerodynamickém tunelu. Vůz R202 byl vybaven motorem Renault RS22 V10, který se vyznačoval jedinečným úhlem sklonu válců 111° s nižším těžištěm než kterýkoli jiný motor ve Formuli 1 v té době. Motor RS22 pohánějící vůz R202 měl výkon 825 koní při 17 500 otáčkách za minutu. Vůz R202 využíval pneumatiky Michelin, což byla dohoda dosažená před návratem francouzské společnosti do Formule 1 v roce 2001.
Vůz R202 byl formálně testován před Grand Prix Austrálie na Silverstonu a řídili jej jezdci závodního týmu Trulli a Button. Šasi 1, 2 a 3 byly všechny použity před prvním závodem. Rezervní jezdec Fernando Alonso pokračoval v testování dílů pro vůz R202 na Silverstonu v březnu.
Sezóna začala pro Renault v Austrálii špatně. Button i Trulli byli vyřazeni kvůli kolizi a do 9. kola závodu neměl v poli tým ani jednoho závodníka. Trulli odstoupil z následujících dvou závodů, zatímco Button skončil v obou závodech na 4. místě, čímž získal cenné body a opět v San Marinu dosáhl 5. místa. Ve Španělsku Button i Trulli ze závodu odstoupili, ale byli klasifikováni, protože dokončili více než 90 % délky závodu, přičemž Button mířil k prvnímu pódiu v kariéře. Další odstoupení v Rakousku znamenalo, že Trulli projel cílem pouze v jediném dosavadním závodě sezóny.
V Monaku se osud Trulliho obrátil a obsadil 4. místo a v příštím závodě v Kanadě získal bod za 6. místo. Odstoupil však z dalších pěti závodů, včetně domácího závodu Renaultu ve Francii, kde si Button zajistil bod za 6. místo.
Trulli a Button dotáhli vůz R202 k jeho jedinému dvojitému bodovému zisku při Grand Prix Itálie na Monze, přestože se oba kvalifikovali mimo první desítku.
Navzdory problémům se spolehlivostí dovedl vůz R202 Renault na konci sezóny ke 4. místu v poháru konstruktérů s 23 body. Button získal 14 bodů a Trulli 9 bodů a skončili na 7. a 8. místě v poháru jezdců.
Vůz R202 byl pro Buttona poslední sezónou v Renaultu v jeho kariéře ve Formuli 1, když odešel do týmu British American Racing.

## Kompletní výsledky ve Formuli 1
| Legenda k tabulce | Legenda k tabulce                                                                       |
| Barva             | Výsledek                                                                                |
| ----------------- | --------------------------------------------------------------------------------------- |
| Zlatá             | Vítěz                                                                                   |
| Stříbrná          | 2. místo                                                                                |
| Bronzová          | 3. místo                                                                                |
| Zelená            | Bodované umístění                                                                       |
| Modrá             | Nebodované umístění                                                                     |
| Modrá             | Dokončil neklasifikován (NC)                                                            |
| Fialová           | Odstoupil (Ret)                                                                         |
| Červená           | Nekvalifikoval se (DNQ)                                                                 |
| Červená           | Nepředkvalifikoval se (DNPQ)                                                            |
| Černá             | Diskvalifikován (DSQ)                                                                   |
| Bílá              | Nestartoval (DNS)                                                                       |
| Bílá              | Závod zrušen (C)                                                                        |
| Světle modrá      | Pouze trénoval (PO)                                                                     |
| Světle modrá      | Páteční testovací jezdec (TD)                                                           |
| Bez barvy         | Netrénoval (DNP)                                                                        |
| Bez barvy         | Vyřazen (EX)                                                                            |
| Bez barvy         | Nepřijel (DNA)                                                                          |
| Bez barvy         | Odvolal účast (WD)                                                                      |
| Bez barvy         | Nezúčastnil se (prázdné)                                                                |
| Označení          | Význam                                                                                  |
| Tučnost           | Pole position                                                                           |
| Kurzíva           | Nejrychlejší kolo                                                                       |
| †                 | Jezdec nedojel do cíle, ale byl klasifikován, protože odjel více než 90 % délky závodu. |
| ‡                 | Byl udělován poloviční počet bodů, protože bylo odjeto méně než 75 % délky závodu.      |
| Horní index       | Umístění bodujících jezdců ve sprintu                                                   |

| Rok  | Tým                        | Motor            | Pneumatiky | Jezdci        | 1   | 2   | 3   | 4   | 5   | 6   | 7   | 8   | 9   | 10  | 11  | 12  | 13  | 14  | 15  | 16  | 17  | Body | Umístění |
| ---- | -------------------------- | ---------------- | ---------- | ------------- | --- | --- | --- | --- | --- | --- | --- | --- | --- | --- | --- | --- | --- | --- | --- | --- | --- | ---- | -------- |
| 2002 | Mild Seven Renault F1 Team | Renault RS22 V10 | M          |               | AUS | MAL | BRA | SMR | ESP | AUT | MON | CAN | EUR | GBR | FRA | GER | HUN | BEL | ITA | USA | JPN | 23   | 4. místo |
| 2002 | Mild Seven Renault F1 Team | Renault RS22 V10 | M          | Jarno Trulli  | Ret | Ret | Ret | 9   | 10† | Ret | 4   | 6   | 8   | Ret | Ret | Ret | 8   | Ret | 4   | 5   | Ret | 23   | 4. místo |
| 2002 | Mild Seven Renault F1 Team | Renault RS22 V10 | M          | Jenson Button | Ret | 4   | 4   | 5   | 12† | 7   | Ret | 15† | 5   | 12† | 6   | Ret | Ret | Ret | 5   | 8   | 6   | 23   | 4. místo |